# Valencianas de Juncos 2016
Questa voce raccoglie le informazioni riguardanti le Valencianas de Juncos nella stagione 2016.

## Organigramma societario
Area direttiva
- Presidente: Samuel Concepción
- Direttore generale: Rayma Robles

Area tecnica
- Allenatore: Luis Enrique Ruiz
- Assistente allenatore: Jorge Pérez
- Preparatore atletico: Antonio de Jesús
- Scoutman: Luis Enrique Ruiz

## Rosa
| N° | Nome              | Ruolo | Data di nascita   | Nazionalità sportiva |
| -- | ----------------- | ----- | ----------------- | -------------------- |
| 1  | Xaimara Colón     | L     | 11 settembre 1988 | Porto Rico           |
| 2  | Sandraliz García  | P     | 17 marzo 1992     | Porto Rico           |
| 3  | Vilmarie Mojica   | P     | 13 agosto 1985    | Porto Rico           |
| 4  | Ariel Usher       | S     | 6 gennaio 1991    | Stati Uniti          |
| 5  | Millianett Mojica | S/O   | 11 dicembre 1983  | Porto Rico           |
| 7  | Elisabeth Andino  | S     | 14 aprile 1992    | Porto Rico           |
| 8  | Ivonessa García   | C     | 11 dicembre 1985  | Porto Rico           |
| 10 | Bojana Todorović  | S     | 28 ottobre 1991   | Stati Uniti          |
| 11 | Laudevis Marrero  | C     | 4 agosto 1987     | Porto Rico           |
| 12 | Jenselyn Morales  | C     | 7 giugno 1999     | Porto Rico           |
| 13 | Yajaira Acevedo   | S     | 19 dicembre 1995  | Porto Rico           |
| 15 | Yanersis Brignoni | C     | 30 aprile 1997    | Porto Rico           |
| 16 | Hecters Rivera    | C     | 8 agosto 1991     | Porto Rico           |
| 17 | Chalimar Bezares  | C     | -                 | Porto Rico           |

## Mercato
| Acquisti | Acquisti         | Acquisti            | Acquisti   |
| R.       | Nome             | da                  | Modalità   |
| -------- | ---------------- | ------------------- | ---------- |
| S        | Ariel Usher      | Cignal HD           | definitivo |
| S        | Elisabeth Andino | Lancheras de Cataño | definitivo |
| C        | Ivonessa García  | -                   | definitivo |
| S        | Bojana Todorović | Philips Gold        | definitivo |
| C        | Laudevis Marrero | -                   | definitivo |
| C        | Jenselyn Morales | Colegio La Luz      | definitivo |
| C        | Hecters Rivera   | -                   | definitivo |

| Cessioni | Cessioni          | Cessioni             | Cessioni   |
| R.       | Nome              | a                    | Modalità   |
| -------- | ----------------- | -------------------- | ---------- |
| L        | Laurie González   | Gigantes de Carolina | definitivo |
| P        | Ericka Morales    | -                    | definitivo |
| S        | Yarimar Rosa      | Beşiktaş             | definitivo |
| C        | Yasary Castrodad  | -                    | ritirata   |
| C        | Sheila Ocasio     | -                    | definitivo |
| O        | Marilitza Matos   | Changas de Naranjito | definitivo |
| O        | Elizabeth McMahon | IBK Altos            | definitivo |
| S        | Hannah Werth      | -                    | definitivo |
| C        | Yanersis Brignoni | -                    | definitivo |
| S        | Ariel Usher       | -                    | definitivo |
| S        | Bojana Todorović  | Changas de Naranjito | definitivo |
| C        | Laudevis Marrero  | Criollas de Caguas   | definitivo |

## Risultati

### LVSF

#### Regular season
| 1ª giornata - 14 gennaio 2016 Coliseo Rafael Amalbert, Juncos            | Valencianas de Juncos   | 0 - 3 | Criollas de Caguas      | 24-26, 24-26, 18-25               |
| 2ª giornata - 16 gennaio 2016 Coliseo Gelito Ortega, Naranjito           | Changas de Naranjito    | 3 - 2 | Valencianas de Juncos   | 22-25, 25-22, 25-15, 16-25, 18-16 |
| 3ª giornata - 22 gennaio 2016 Coliseo Rafael Amalbert, Juncos            | Valencianas de Juncos   | 2 - 3 | Capitalinas de San Juan | 20-25, 26-24, 19-25, 25-22, 11-15 |
| 4ª giornata - 24 gennaio 2016 Coliseo Cosme Beitia Sálamo, Cataño        | Lancheras de Cataño     | 3 - 0 | Valencianas de Juncos   | 25-22, 25-23, 25-15               |
| 5ª giornata - 27 gennaio 2016 Coliseo Rafael Amalbert, Juncos            | Valencianas de Juncos   | 0 - 3 | Orientales de Humacao   | 22-25, 18-25, 26-28               |
| 6ª giornata - 29 gennaio 2016 Coliseo Rafael Amalbert, Juncos            | Valencianas de Juncos   | 1 - 3 | Leonas de Ponce         | 25-23, 22-25, 13-25, 16-25        |
| 7ª giornata - 4 febbraio 2016 Coliseo Guillermo Angulo, Carolina         | Gigantes de Carolina    | 3 - 1 | Valencianas de Juncos   | 14-25, 29-27, 25-19, 25-20        |
| 8ª giornata - 6 febbraio 2016 Palacio de Recreación y Deportes, Mayagüez | Indias de Mayagüez      | 3 - 1 | Valencianas de Juncos   | 22-25, 28-26, 25-16, 25-22        |
| 9ª giornata - 11 febbraio 2016 Coliseo Rafael Amalbert, Juncos           | Valencianas de Juncos   | 0 - 3 | Criollas de Caguas      | 13-25, 25-10, 25-19               |
| 10ª giornata - 13 febbraio 2016 Coliseo Rafael Amalbert, Juncos          | Valencianas de Juncos   | 3 - 1 | Changas de Naranjito    | 27-25, 28-30, 27-25, 25-20        |
| 11ª giornata - 20 febbraio 2016 Coliseo Rafael Amalbert, Juncos          | Valencianas de Juncos   | 1 - 3 | Capitalinas de San Juan | 21-25, 25-16, 22-25, 19-25        |
| 12ª giornata - 21 febbraio 2016 Coliseo Cosme Beitia Sálamo, Cataño      | Lancheras de Cataño     | 3 - 1 | Valencianas de Juncos   | 25-17, 25-22, 23-25, 25-21        |
| 13ª giornata - 24 febbraio 2016 Coliseo Emilio Huyke, Humacao            | Orientales de Humacao   | 0 - 3 | Valencianas de Juncos   | 17-25, 22-25, 23-25               |
| 14ª giornata - 26 febbraio 2016 Coliseo Salvador Dijols, Ponce           | Leonas de Ponce         | 3 - 0 | Valencianas de Juncos   | 25-17, 25-18, 34-32               |
| 15ª giornata - 2 marzo 2016 Coliseo Rafael Amalbert, Juncos              | Valencianas de Juncos   | 3 - 0 | Gigantes de Carolina    | 26-24, 27-25, 25-20               |
| 16ª giornata - 4 marzo 2016 Coliseo Rafael Amalbert, Juncos              | Valencianas de Juncos   | 2 - 3 | Indias de Mayagüez      | 25-19, 23-25, 14-25, 30-28, 13-15 |
| 17ª giornata - 10 marzo 2016 Coliseo Emilio Huyke, Humacao               | Orientales de Humacao   | 3 - 1 | Valencianas de Juncos   | 19-25, 25-17, 25-16, 25-15        |
| 18ª giornata - 13 marzo 2016 Coliseo Rafael Amalbert, Juncos             | Valencianas de Juncos   | 0 - 3 | Changas de Naranjito    | 17-25, 23-25, 19-25               |
| 19ª giornata - 16 marzo 2016 Coliseo Roberto Clemente, San Juan          | Capitalinas de San Juan | 3 - 0 | Valencianas de Juncos   | 25-23, 25-22, 25-16               |
| 20ª giornata - 19 marzo 2016 Coliseo Héctor Solá Bezares, Caguas         | Criollas de Caguas      | 3 - 0 | Valencianas de Juncos   | 25-19, 25-18, 25-14               |
| 21ª giornata - 23 marzo 2016 Coliseo Salvador Dijols, Ponce              | Leonas de Ponce         | 3 - 0 | Valencianas de Juncos   | 25-21, 25-21, 25-22               |
| 22ª giornata - 30 marzo 2016 Coliseo Rafael Amalbert, Juncos             | Valencianas de Juncos   | 0 - 3 | Gigantes de Carolina    | 18-25, 17-25, 17-25               |
| 23ª giornata - 1 aprile 2016 Palacio de Recreación y Deportes, Mayagüez  | Indias de Mayagüez      | 3 - 0 | Valencianas de Juncos   | 25-21, 25-20, 27-25               |
| 24ª giornata - 5 aprile 2016 Coliseo Rafael Amalbert, Juncos             | Valencianas de Juncos   | 0 - 3 | Lancheras de Cataño     | 22-25, 12-25, 20-25               |

## Statistiche

### Statistiche di squadra
| Competizione | Punti | In casa | In casa | In casa | In trasferta | In trasferta | In trasferta | Totale | Totale | Totale |
| Competizione | Punti | G       | V       | P       | G            | V            | P            | G      | V      | P      |
| ------------ | ----- | ------- | ------- | ------- | ------------ | ------------ | ------------ | ------ | ------ | ------ |
| LVSF         | 12    | 12      | 2       | 10      | 12           | 1            | 11           | 24     | 3      | 21     |
| Totale       | -     | 12      | 2       | 10      | 12           | 1            | 11           | 24     | 3      | 21     |

G = partite giocate; V = partite vinte; P = partite perse